# Changement global
Le changement global désigne l’ensemble des transformations rapides et d’ampleur planétaire, faisant plus spécifiquement référence aux effets des activités anthropiques sur l’environnement. Ces modifications touchent à la fois le climat, les écosystèmes naturels et les sociétés humaines. Ainsi, le changement global revêt à la fois une dimension environnementale et une dimension sociétale. L’aspect le plus médiatisé de ce phénomène reste le changement climatique, principalement dû aux émissions de gaz à effet de serre issues de la combustion d’énergies fossiles, illustrant l’entrée dans l'Anthropocène.

## Épistémologie
Au cours des dernières décennies, les preuves se sont accumulées en faveur de l’existence de divers changements en cours et rapides touchant l’ensemble de la planète Terre. L'accélération de ces changements au cours du  XXe siècle à conduit à l’émergence du terme "grande accélération".
L'avènement des échanges mondialisés et la perception de la finitude de la Terre dans la perception écologique depuis 1971, ont donné le ton à la science du système Terre, catégorie universitaire relevant des sciences de l'environnement. Avec les satellites qui observent la Terre sous tous ses aspects, rien n'échappe plus désormais à la planétarisation.

## Le sixième rapport du GIEC
L’un des rapports scientifiques les plus complets à ce sujet est le sixième rapport d'évaluation du Groupe d'experts intergouvernemental sur l'évolution du climat (GIEC), publié en 2021. Fondé sur des milliers d’études, il établit plusieurs constats majeurs :
- Le changement climatique est sans équivoque d’origine humaine, principalement en raison des émissions de gaz à effet de serre liées aux activités industrielles, à la déforestation et à certaines pratiques agricoles.
- L’élévation des températures mondiales entraîne une augmentation de la fréquence et de l’intensité des événements météorologiques extrêmes : canicules, sécheresses, feux de forêts, cyclones (uniquement l'intensité pour ces derniers), etc.
- Les écosystèmes terrestres et marins subissent de profonds bouleversements, compromettant la biodiversité et la disponibilité des ressources naturelles.
- Les populations les plus vulnérables sont les plus impactées, en raison de leur dépendance aux ressources naturelles et de l’absence d’infrastructures d’adaptation.

Ce rapport souligne également l'importance de réduire les émissions de CO2 d’ici 2050 pour limiter le réchauffement à 1,5°C par rapport aux niveaux préindustriels, un objectif fixé par l’Accord de Paris.
Si la dimension environnementale et scientifique du changement global est largement étudiée, il génère également des impacts sociaux et sociétaux majeurs.

## Disparités mondiales et locales dans les origines du changement global

### Emissions de gaz à effet de serre: le déséquilibre Nord-Sud
Les émissions de gaz à effet de serre (GES) sont l’une des principales causes du changement climatique. Pourtant, elles sont largement inégalement réparties entre les pays développés et les pays en développement, un phénomène souvent désigné par les rapports Nord-Sud. Les pays du Nord, historiquement responsables de la majeure partie des émissions de GES, continuent de polluer à des niveaux élevés, tandis que les pays du Sud, plus vulnérables aux impacts du changement climatique, présentent une empreinte carbone beaucoup plus faible.
Les pays du Nord sont les principaux contributeurs aux émissions de GES. Selon les données du Global Carbon Project, les pays du G20 sont responsables d’environ 75 % des émissions mondiales de CO₂, alors qu’ils ne représentent qu’un peu plus de la moitié de la population mondiale. À titre d'exemple, les États-Unis ont une empreinte carbone annuelle par habitant de plus de 14 tonnes de CO₂, contre moins de 1 tonne dans plusieurs pays africains.
De plus, les pays industrialisés du Nord ont joué un rôle important dans les émissions historiques de gaz à effet de serre (GES). Selon le rapport technique du premier bilan mondial publié par la Convention-cadre des Nations unies sur les changements climatiques (CCNUCC), environ 2 400 ± 240 gigatonnes de CO₂ ont été émises entre 1850 et 2019. 58% de ces émissions ont eu lieu avant 1990, et 42% depuis. Les données issues du sixième rapport d’évaluation du Groupe d’experts intergouvernemental sur l’évolution du climat (GIEC) confirment que les États-Unis, l’Union européenne et la Chine figurent parmi les principaux émetteurs historiques de CO₂. Cette répartition historique illustre une responsabilité différenciée entre les nations, au cœur des négociations climatiques internationales.

### L'eau, un enjeu majeur du changement global et des rapports Nord-Sud
La pollution des eaux n’est pas équitablement répartie entre les pays du Nord et ceux du Sud, tant en termes d’origine que d’impact. Les pays du Nord, historiquement industrialisés, disposent d’infrastructures avancées pour le traitement des eaux usées, ce qui leur permet de limiter les rejets directs dans les milieux aquatiques. À l’inverse, de nombreux pays du Sud global ne disposent pas des mêmes capacités techniques et financières, ce qui entraîne une plus grande vulnérabilité face à la pollution hydrique.
Selon le UN World Water Development Report 2023, les pays en développement sont confrontés à des défis majeurs liés à la qualité de l’eau, notamment à cause du rejet non traité des eaux usées domestiques, industrielles et agricoles. Cette situation résulte en partie du manque d’infrastructures de traitement, mais aussi d’un accès inégal à la technologie et aux financements internationaux,.
Une autre forme d’inégalité réside dans la production et la gestion des connaissances. Une étude publiée par Mehebub Sahana démontre que la majorité des recherches scientifiques sur les rivières transfrontalières, souvent sujettes à des pressions de pollution se concentre dans les pays du Nord, malgré le fait que ces problématiques concernent en majorité des pays du Sud.
Ces inégalités reflètent une dynamique plus large de déséquilibres environnementaux entre Nord et Sud, où les responsabilités historiques, les capacités techniques et les conséquences environnementales ne sont pas distribuées équitablement.

### Politiques publiques et enjeux de justice climatique
Les inégalités dans la contribution aux émissions de GES et dans l’exposition aux effets du changement climatique posent un enjeu central pour les politiques publiques, aussi bien au niveau local qu'international. Le concept de « justice climatique » invite à considérer ces disparités dans la mise en œuvre des mesures de transition écologique.
Les tensions entre pays du Nord et du Sud sont particulièrement visibles lors des négociations internationales comme les Conférences des Parties (COP). Les rapports consacrés à la COP29 soulignent que les pays du Sud, bien que faiblement émetteurs, sont en première ligne face aux catastrophes climatiques. Ils réclament des financements accrus de la part des pays industrialisés pour faire face aux pertes et préjudices causés par les dérèglements climatiques.
Le mécanisme de compensation appelé « pertes et préjudices » constitue un enjeu crucial : il vise à indemniser les pays les plus vulnérables face aux conséquences du changement climatique. Cependant, sa mise en œuvre reste incertaine, notamment en raison de la réticence des pays historiquement responsables à s’engager financièrement.

## Conséquences du changement global et inégalités sociales

### Dans le monde: Sud global et peuples autochtones
À l’échelle mondiale, le changement global impacte de manière disproportionnée les communautés marginalisées, en particulier les peuples autochtones et les populations du Sud global vivant dans des régions exposées aux extrêmes climatiques. Ces effets se manifestent à la fois par la destruction de leurs écosystèmes, une vulnérabilité accrue face aux catastrophes climatiques, et une faible représentation dans les processus de décision environnementale.

#### Peuples autochtones et justice environnementale
De nombreuses communautés autochtones, comme celles vivant en Amazonie, ou en Asie du Sud-Est, subissent une double menace : d'une part, la dégradation de leurs territoires traditionnels due à l'exploitation des ressources naturelles (déforestation, extraction minière, agriculture intensive), et d'autre part, les conséquences directes du changement climatique, telles que les sécheresses, les incendies de forêt ou la montée des eaux. D’après la philosophe française Catherine Larrère, ces populations font face à une marginalisation politique et juridique importante, limitant leur capacité à faire valoir leurs droits ou à participer aux politiques climatiques.
Dans de nombreux cas, les réponses des États ou des institutions internationales aux crises environnementales ignorent les savoirs locaux des peuples autochtones. Pourtant, ces communautés disposent de pratiques ancestrales de gestion des ressources qui pourraient contribuer à une adaptation durable. L’absence de reconnaissance légale de leurs terres, combinée à l’accélération des projets extractivistes, fragilise leur résilience face au changement climatique. Ce manque de reconnaissance des droits fonciers constitue l’un des freins majeurs à une justice environnementale globale.

#### Afrique subsaharienne: sécheresses et insécurité alimentaire
L’Afrique subsaharienne est l’une des régions les plus exposées aux effets du changement climatique, alors même qu’elle contribue très peu aux émissions mondiales de gaz à effet de serre. L’augmentation des températures, la variabilité accrue des précipitations et la fréquence des sécheresses affectent directement l’agriculture, qui représente la principale source de revenus pour une majorité de la population. Selon les travaux de Youssoufou Hamadou Daouda, cette dégradation environnementale contribue à une insécurité alimentaire croissante et à des déplacements forcés de population.
Les populations rurales, notamment les femmes, sont particulièrement touchées en raison de leur dépendance à l’agriculture pluviale et de leur accès limité aux ressources (terre, crédit, formation). De plus, les politiques d’adaptation climatique mises en place dans la région s’appuient encore largement sur des modèles technologiques importés, peu adaptés aux réalités locales. Ces dynamiques renforcent les inégalités socio-économiques existantes et posent la question de l’équité climatique entre pays du Nord et du Sud.

#### Le peuple Uru face à l’assèchement du lac Poopó en Bolivie

Le lac Poopó complètement asséché en Bolivie, 2020.

Un exemple emblématique des inégalités sociales et rapports Nord/Sud face au changement global est celui du peuple Uru en Bolivie. Historiquement établis autour du lac Poopó, les Uru, surnommés les "hommes de l’eau", vivaient principalement de la pêche et des échanges commerciaux. Or, en 2015, le lac s’est pratiquement entièrement asséché, forçant les Uru à abandonner leur mode de vie traditionnel. Ce phénomène est attribué à la fois aux effets du changement climatique (hausse des températures, baisse des précipitations), à l’exploitation minière en amont du bassin, et au développement de l’agriculture intensive, notamment la culture du quinoa. Aujourd’hui, les Uru font face à une crise identitaire et économique. Tandis que certains ont migré vers des centres urbains, d’autres tentent de s’adapter en développant de nouvelles activités. Leur situation illustre les défis posés par la dégradation des écosystèmes sur les communautés dépendantes des ressources naturelles.

### En France: inégalités sociales et changement global
En France, les effets du changement global ne sont pas répartis de manière uniforme. Certaines populations, notamment celles vivant dans des conditions socio-économiques précaires, sont plus fortement exposées aux risques climatiques en raison de leur environnement et de leur moindre capacité d’adaptation.

#### Invisibilisation des minorités dans les politiques climatiques
Plus largement, plusieurs études en géographie sociale et en justice environnementale montrent que les politiques publiques d’adaptation au changement climatique prennent encore insuffisamment en compte les inégalités territoriales. L’accès différencié à l'information, aux dispositifs d'aide à la rénovation énergétique ou aux espaces de fraîcheur accentue la précarité énergétique et l'exposition aux risques dans certains territoires. Cette situation soulève des enjeux de justice sociale et spatiale, en appelant à une prise en compte plus fine des vulnérabilités sociales dans les stratégies climatiques nationales.
Malgré les impacts différenciés du changement climatique selon les groupes sociaux, les minorités restent largement invisibilisées dans les politiques climatiques françaises. Les dispositifs publics ne prennent que rarement en compte les inégalités structurelles liées à l’origine sociale, au statut migratoire ou à la localisation territoriale. Cette invisibilisation s’explique en partie par une approche universaliste de l’action publique, qui tend à négliger les spécificités des parcours de vie, des conditions d’habitat ou d’emploi de certaines populations.

#### Les quartiers populaires et l’îlot de chaleur urbain
Les quartiers populaires sont particulièrement vulnérables au phénomène de l’îlot de chaleur urbain, qui intensifie les températures dans les zones à forte densité de population. Ces quartiers se caractérisent par un manque d’espaces verts, ce qui contribue à l’élévation des températures locales, et par des logements souvent mal isolés, augmentant ainsi la vulnérabilité de leurs habitants face aux vagues de chaleur. Selon une étude menée par Jean-François Guégan en 2021, ces populations subissent des températures nettement supérieures à la moyenne nationale, ce qui accroît les risques sanitaires liés aux canicules.

## Conséquences du changement global sur la santé
Le changement climatique et global ont des conséquences significatives sur la santé.

### Impacts sanitaires lié à la chaleur et à la sécheresse

#### Canicule et mortalité
La canicule représente l'une des conséquences les plus directes du réchauffement climatique. Les vagues de chaleur prolongées, qui se caractérisent par des températures anormalement élevées, provoquent des risques considérables, notamment pour les populations vulnérables dont font partie les personnes âgées, les nourrissons et les individus atteints de pathologies cardio-vasculaires et respiratoires. Ces conditions peuvent entraîner des déshydratations sévères, des coups de chaleur, des malaises et, dans les cas les plus graves, la mort.

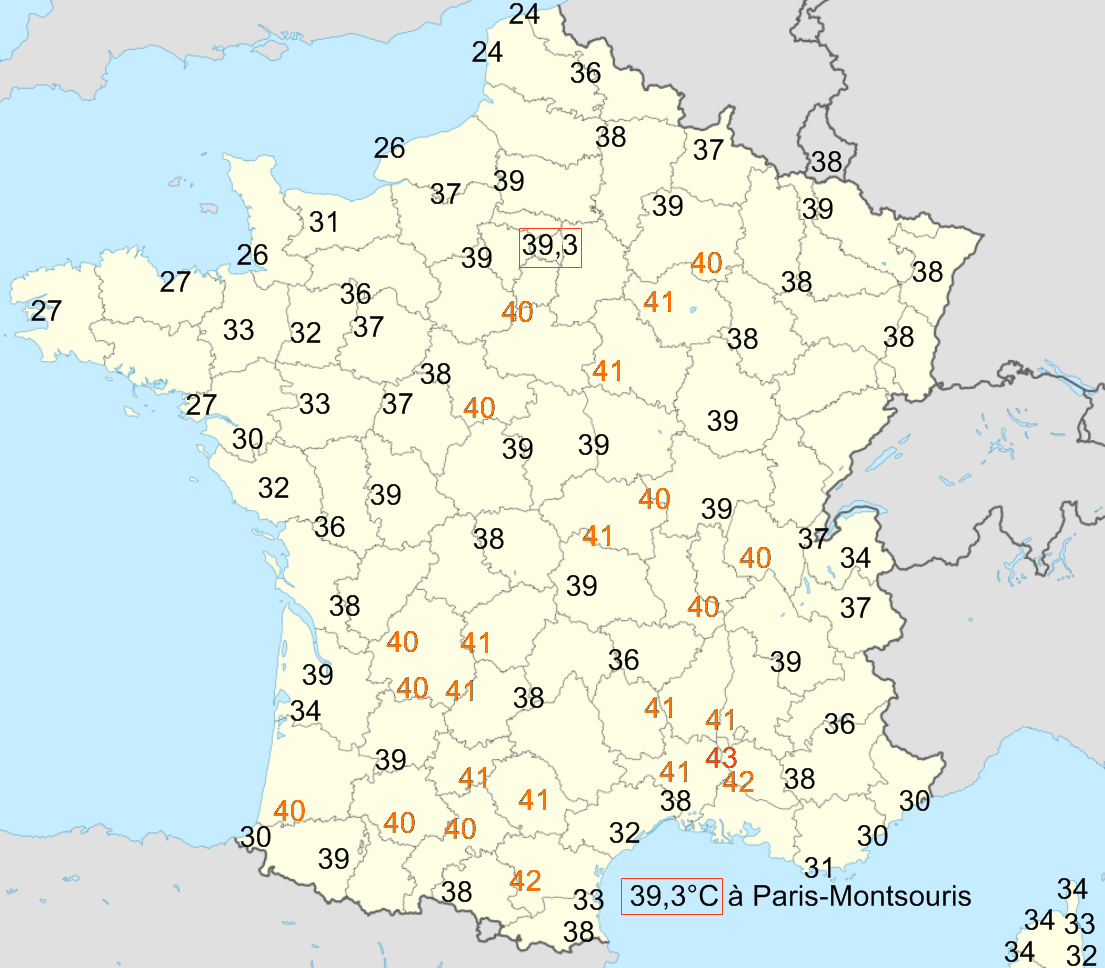
Températures maximales en France métropolitaine, le 12 août 2003 (jour le plus chaud de l’année).

Selon l’Organisation mondiale de la santé (OMS), au cours des 20 dernières années, la mortalité liée à la chaleur a augmenté de 30% dans certaines régions du monde, et les prévisions suggèrent que cette tendance va se poursuivre. Sur la période 2000-2019, parmi les 489 000 décès annuels recensés liés à la chaleur, 36% sont survenus en Europe, selon les chiffres de l’OMS. Cette hausse de la mortalité est particulièrement marquée lors des canicules extrêmes, en témoigne la canicule de 2003 ayant causé, en France, environ 15 000 décès.

#### Insécurité alimentaire et malnutrition

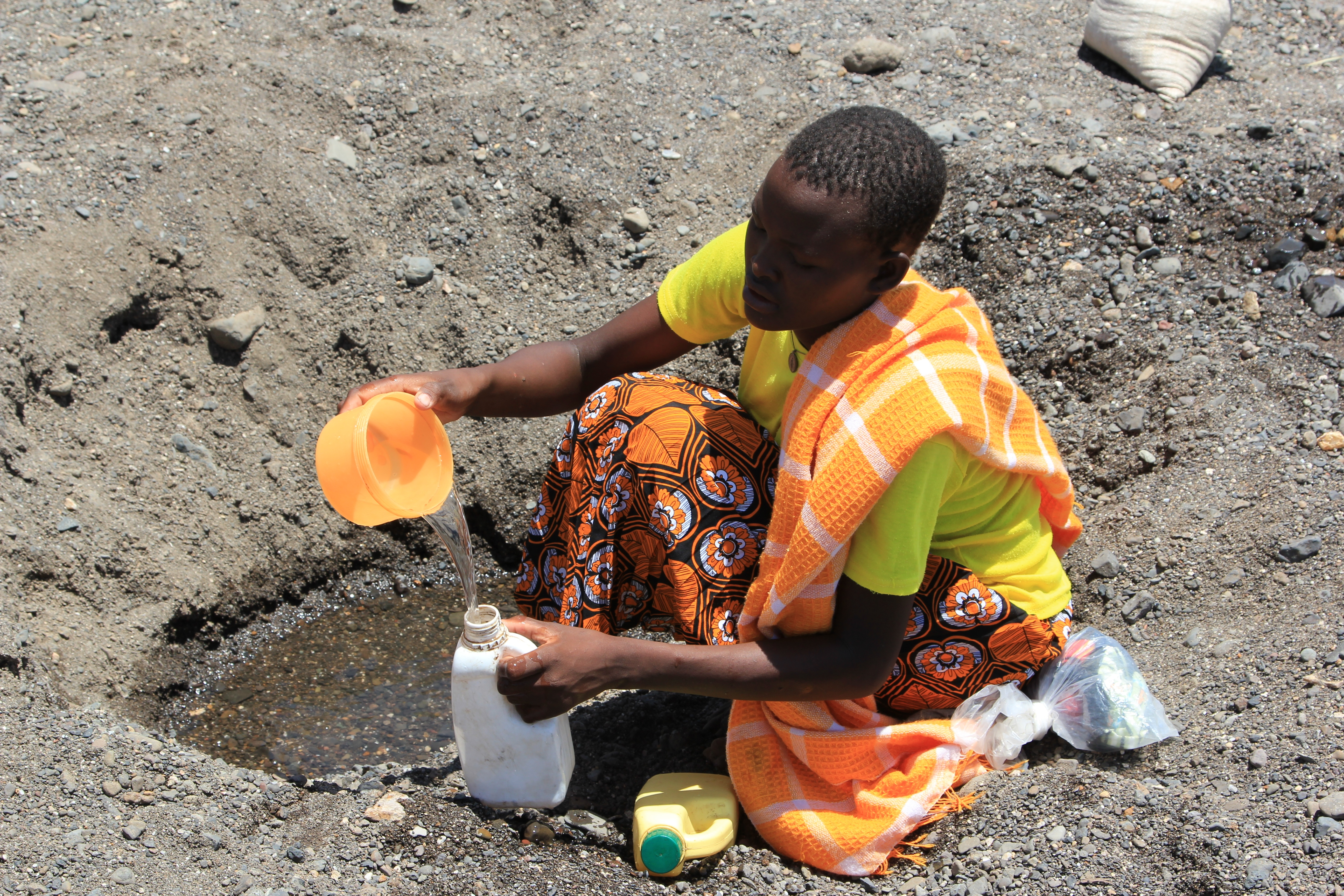
Sécheresse et pénurie d’eau dans le nord du Kenya (2011).

L’augmentation de la température terrestre peut entraîner dans certaines régions du monde des épisodes de sécheresse prolongée. Ces épisodes affectent en premier lieu le secteur agricole, en asséchant les sols et en réduisant la disponibilité de l’eau pour l’irrigation. Ces conditions climatiques défavorables limitent la croissance des cultures et entraînent une diminution des rendements agricoles. Cette baisse de productivité touche particulièrement les zones rurales, où l’agriculture de subsistance prédomine. C’est notamment le cas dans de nombreux pays d’Afrique subsaharienne, où le secteur agricole concentre plus de la moitié des emplois et génère environ 15% du PIB régional. La réduction de l’offre alimentaire provoque alors une hausse des prix des denrées de base, menaçant la sécurité alimentaire des populations affectées, entraînant des lors un accroissement du risque de malnutrition ainsi qu’une augmentation de la mortalité infantile.

### Impacts des conditions climatiques sur la propagation des maladies

#### Expansion des vecteurs de maladies
Le changement climatique entraîne une augmentation des températures moyennes et une modification des régimes de précipitations. Cela crée alors des conditions favorables à la prolifération de certains vecteurs de maladies. L’humidité accrue, les périodes de pluies prolongées et la formation d’eaux stagnantes favorisent le développement de gîtes larvaires pour des espèces comme Aedes aegypti ou Aedes albopictus. Ces moustiques, transmettant des maladies telles que la dengue, le chikungunya ou le virus Zika, peuvent désormais survivre et se reproduire dans des régions du monde, qui leur étaient auparavant inaccessibles à cause du climat, comme en Europe et en Amérique du Nord.
Les changements climatiques en modifiant les aires de répartition des vecteurs, poussent ces derniers à quitter les zones sèches pour des environnements plus propices à leur reproduction. Par exemple, des cas de fièvre du Nil occidental, auparavant présente dans les régions chaudes, ont été observés, à partir de 1960, dans le sud-est de la France.

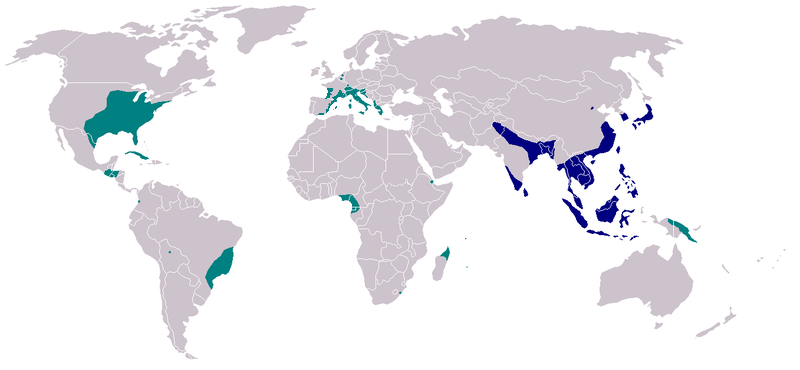
Répartition mondiale d’Aedes albopictus en 2007.

Outre, les conditions climatiques favorables, l’expansion de certains moustiques vecteurs résulte d’autres facteurs : l’urbanisation, les échanges internationaux et les migrations. Par exemple, la prolifération du moustique tigre (Aedes albopictus) en France est en grande partie facilitée par la mondialisation. Ce moustique, originaire d'Asie, se déplace souvent via des cargaisons de marchandises, ce qui lui a permis de s'établir dans de nouvelles régions, comme en Europe, où il n’était pas présent antérieurement.

#### Maladies liées aux inondations
Les précipitations extrêmes, comme les inondations, peuvent avoir des conséquences sanitaires importantes, indépendamment des vecteurs. L’accumulation d’eaux stagnantes, l’engorgement des réseaux d’assainissement et le débordement des eaux usées peuvent dégrader les conditions d’hygiène. Ces situations favorisent la propagation de maladies infectieuses, notamment dans les régions où les infrastructures sanitaires sont insuffisantes.
Des maladies hydriques comme le choléra ou la fièvre typhoïde peuvent réapparaître ou s’aggraver après des inondations. Ce fut le cas en 1980, à Maurice avec une flambée de fièvre typhoïde à la suite d’un cyclone et des inondations, puis en 1998, lors des inondations au Bengale occidental ayant été à l’origine d’une vaste épidémie de choléra.
Outre les maladies strictement hydriques, certaines pathologies sont favorisées par les conditions insalubres créées par les inondations. C’est notamment le cas de la leptospirose, une maladie bactérienne transmise par l’urine d’animaux, comme les rats, dans des environnements d’eau stagnante contaminée. Ce fut le cas dans les favélas de Rio de Janeiro proches des ports, où une épidémie de leptospirose s’est propagée, les rats porteurs de la maladie ayant été chassés de leur habitat par l’engorgement des égouts.

### Effets psychologiques du changement climatique

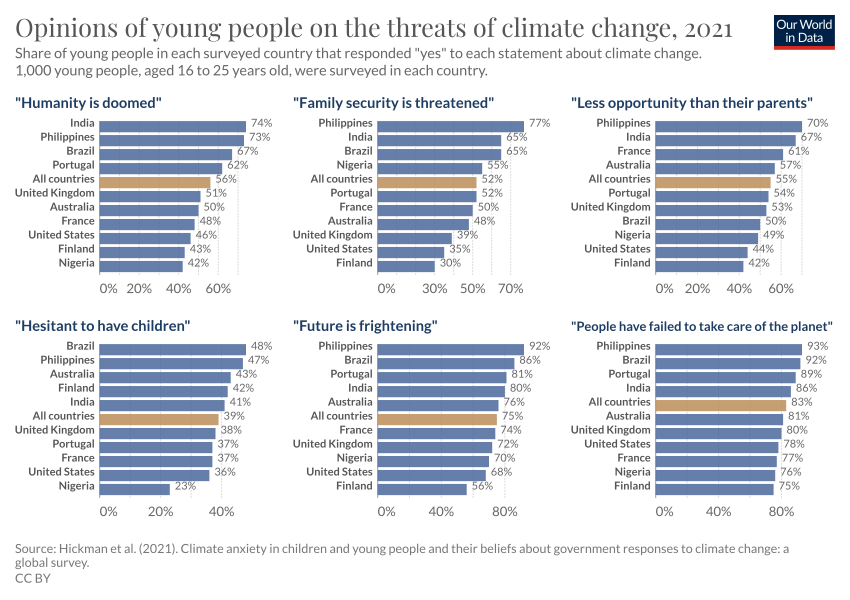
Opinions des jeunes sur les menaces du changement climatique, en 2021.

Le changement climatique a également des répercussions sur la santé mentale, étant donné que les événements climatiques extrêmes ainsi que l’inquiétude face à l’avenir peuvent engendrer divers troubles psychologiques.
Les phénomènes climatiques extrêmes et la dégradation des conditions de vie peuvent provoquer des troubles psychologiques variés chez les individus. Ils peuvent générer stress intense, anxiété, dépression et, dans certains cas, pensées suicidaires. La chaleur excessive, en particulier lors de canicules, perturbe également le sommeil, ce qui peut accentuer l'épuisement physique et mental.
L'éco-anxiété, qui touche particulièrement les jeunes générations, notamment dans les pays où les débats sur l'urgence climatique sont omniprésents, constitue l'une des conséquences du changement climatique sur la santé mentale.